# Pliomelaena assimilis
Pliomelaena assimilis är en tvåvingeart som först beskrevs av Tokuichi Shiraki 1968.  Pliomelaena assimilis ingår i släktet Pliomelaena och familjen borrflugor. Inga underarter finns listade i Catalogue of Life.